# Kendhoo
Kendhoo (Süd-Maalhosmadulu ކެންދޫ) ist eine kleine Insel der Malediven im Verwaltungsdistrikt Baa, mittig an der Nordseite des Süd-Maalhosmadulu-Atolls an dem nur zwei Kilometer breiten Moresby Channel (Hani Kandu), der das Süd-Maalhosmadulu-Atoll vom Fasdhūtherē-Atoll trennt. Sie ist eine der 13 bewohnten Inseln des Distrikts bzw. eine der neun bewohnten Inseln des Atolls; 2014 hatte sie 870 Einwohner.

## Geographie
Kendhoo gehört zur westlichen Inselkette der Malediven und liegt in einer Entfernung von rund 134 Kilometern zur Hauptstadt Malé auf der gleichnamigen Hauptinsel Malé. Kendhoo hat eine tropfenähnliche Form mit einer Länge von etwa 600 m und einer maximalen Breite von rund 350 m. Die Landfläche beträgt 14,5 Hektar und erhebt sich meist nicht mehr als einen Meter über den Meeresspiegel. Am Nordrand der Insel liegt ein kleiner Hafen. Da Kendhoo keinen Flughafen hat, werden sowohl die einheimische Bevölkerung als auch die Touristen mit Booten über den Hafen transportiert, beispielsweise mit einer Fähre der Atholhu-Ferry-Line.

## Klima und Ökologie
Kendhoo verfügt über ein konstant warmes, tropisches Klima mit hoher Luftfeuchtigkeit. Die Temperaturen fallen selbst nachts selten unter 25 °C. Von Mai bis November dauert eine regnerische Monsunzeit. 
Die Insel Kendhoo ist wie alle Atolle der Malediven durch den Klimawandel und den damit einhergehenden weltweiten Anstieg des Meeresspiegels stark bedroht. Infolge des sehr flachen Geländes der Insel besteht die Gefahr, dass sie bei Tsunamis teilweise überflutet wird. Ein solcher Fall trat nach dem Erdbeben im Indischen Ozean 2004 ein, als einige Häuser sowie Teile der Infrastruktur von Kendhoo stark beschädigt wurden. Auch die benachbarten Inseln Eydhafushi, Dharavandhoo, Kihaadhoo und Dhonfanu im Distrikt Baa sowie fast alle Atolle der Malediven erlitten erhebliche Schäden. Im Rahmen von staatlichen Wiederaufbauprogrammen unter Mithilfe privater Organisationen wurden die Schäden inzwischen beseitigt.

## Fauna und Flora
Die Wassertiefe um die Insel variiert mit Tiefen zwischen 30 und 80 Metern, in Richtung zum Indischen Ozean verlaufen bis zu 300 Meter tiefe Kanäle. Die wichtigsten Formationen bestehen aus Korallenriffen und Wassergrasflächen. Die Korallenriffe bieten einer hohen Vielfalt an Rifftieren einen Lebensraum, darunter vielen Korallenarten, Riff-assoziierten Fischarten sowie Meeresschildkröten. Besonders eindrucksvoll sind darunter der Riesenmanta (Mobula birostris) sowie der Walhai (Rhincodon typus). Beispiele aquatischer Tiere, die auch in den Gewässern rund um Kendhoo zu erwarten sind, befinden sich im Artikel Süd-Maalhosmadulu-Atoll.

## Trivia
Auf  den Malediven, so auch auf der Insel Kendhoo, war es früher üblich, dass die einheimische Bevölkerung Meeresschildkröten aus dem Meer zum Verkauf oder als Nahrungsmittel fing. Im Jahr 1995 verbot die Regierung den Fang der seltenen und inzwischen stark gefährdeten Schildkröten aus dem Meer. Sie versäumte jedoch, auch die Entnahme der Eier zu verbieten. So wurden die Schildkröteneier weiterhin aus der Natur entnommen. Naturschutzorganisationen schlossen daraufhin einen Handel mit den Einwohnern: Für die Aufgabe der Entnahme von Eiern wurde ein dringend benötigter Kindergarten finanziert, der am 17. Juni 2004 offiziell an die Inselbevölkerung übergeben wurde. Die Entnahme aller Entwicklungsstadien wird seitdem allzeit unterlassen und die Kendhoo-Dorfbewohner drücken ihre volle Unterstützung für den Schutz der Meeresschildkröten aus.